# Трояндова вулиця (Київ)
Трояндова ву́лиця — вулиця у Солом'янському районі міста Києва, селище Жуляни. Пролягає від вулиці вулиці Совської до вулиці Повітрофлотської.

## Історія
Вулиця виникла у 1-й половині 2010-х років. Сучасна назва — з 2015 року.